# Völund

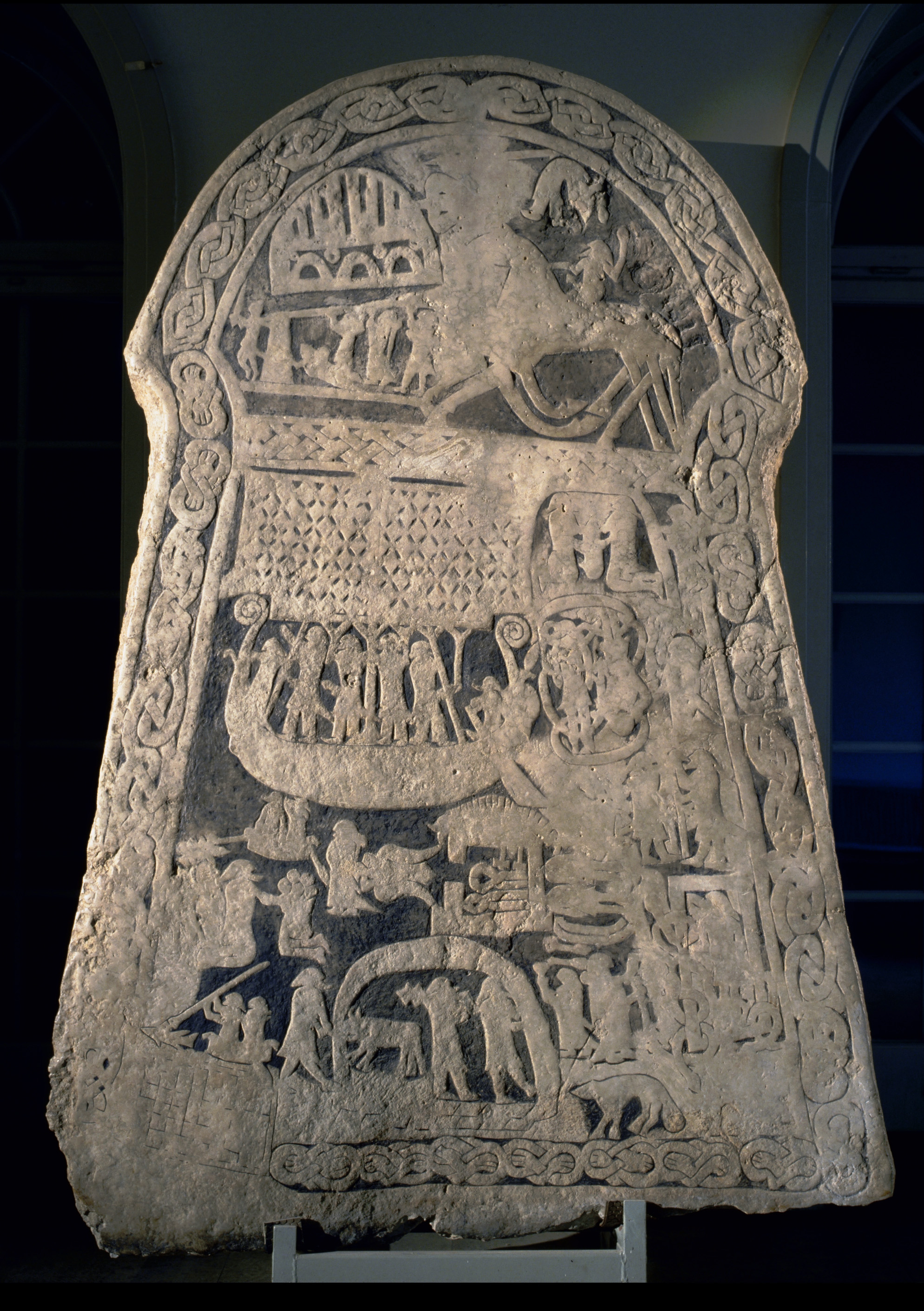
Völundstenen från 700-800 med flera kända moment ur Völundsagan. Förvars på Statens historiska museum.

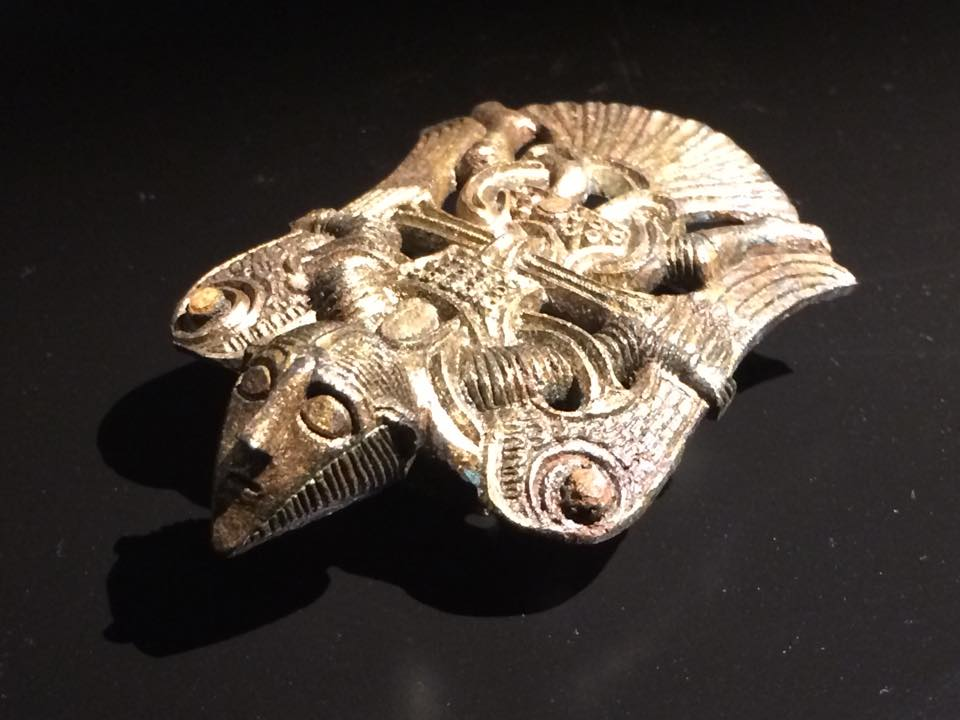
Arkeologiskt fynd från Uppåkra, Skåne, troligen föreställande Völund med sina vingar. Daterad till 900-talet. Fyndet finns att studera på Historiska museet vid Lunds universitet.

Völund eller Valand (fornnordiska Vǫlundr, fornfrisiska Velent) var i Kvädet om Volund alvernas hövding. Enligt Codex Regius var han son till en samisk kung, även om detta troligtvis är en sentida tillägg till sagan. Han förekommer även i Didrikssagan under namnet Wieland. Berättelsen finns avbildad på bland annat en av Ardrestenarna och i motivet på det engelska skrinet Franks Casket.

## Legenden
De tre bröderna Slagfinn, Egil och Völund hade byggt sig ett hus i Ulvdala intill Ulvsjön och tillbringade dagarna med att åka skidor, jaga och smida enastående ting. En morgon fann de tre kvinnor som spann lingarn vid stranden invid sina svanhamnar. De tre kvinnorna var valkyriorna Hladgunn Svanvit, Hervor Hamskifta och Ölrun. De tre bröderna tog med sig de tre kvinnorna hem. Svanvit blev Slagfinns maka, Egil tog Ölrun och Völund fick Hervor. Valkyriorna levde i sju år hos bröderna. Sedan ”flögo de bort att vittja valplatser och kommo icke åter”. Egil for österut för att hitta Ölrun, Slagfinn söderut efter Svanvit, men Völund stannade kvar och smidde ring på ring för sin kära. 
Ingen av bröderna återfann sin kvinna. Völunds konstfulla smide väckte dock uppmärksamhet och kung Nidud i Svitjod lät fängsla Völund på en holme med sönderskurna knäveck för att få honom att smida dyra smycken åt kungen och hans familj. Efter en tid kom kungens två söner till holmen för att beundra smyckena. Völund högg av deras huvuden och av deras kranier tillverkade han silverbeslagna dryckesskålar till kungen, av deras ögon ädelstenar till drottningen och av deras tänder ett halsband till kungens dotter Bödvild. Han samlade också upp kungasönernas blod i två skinnsäckar. 
Bödvild kom senare till smedjan för att få lagat en ring, varvid Völund bjöd henne på mjöd och våldtog henne när hon somnat. Völund hade tillverkat en fågelhamn och nu använde han den för att flyga bort till kungsgården. Sedan han låtit den förtvivlade kungen förstå vilka dåd han begått, försvann han upp i himlen på sina egentillverkade vingar. Kungen sköt efter honom och trodde sig ha sårat honom dödligt eftersom marken blev täckt av blod, men det var naturligtvis den sluge Völund som öppnat av skinnsäckarna och låtit blodet från kungens egna söner färga marken röd.     
Citat ur Poetiska Eddan, verserna 7-9, Völundskvädet i Björn Collinders översättning | ” | Österut for Egil att Ölrun söka, Slagfinn åt söder att Svanvit leta, Völund ensam i Ulvdala satt. Han slog rött gull kring gnistrande sten, höljde ett rep med ring vid ring; sin ljusa brud bidar han länge, väntar att kvinnan skall komma till honom. Nu sporde Nidud, Niaradrotten, att Völund ensam i Ulvdala satt: om natten foro män i nitad brynja, i månskärans sken deras sköldar glimma. | „ |
Termen "Niaradrotten" är obskyr, men tycks vara besläktat med Närke. Sagans Nidud skulle ha styrt det området och skalden till Völundskvädet skulle skapat ett ord utifrån det för att allitterera. Sagan om Völund tillhör en kategori som brukar kallas ”svanjungfrusagan”, liknande sagor förekommer i många olika kulturer. Den mest kända versionen är förmodligen Tjajkovskijs balett Svansjön.